# Green County (Wisconsin)
Green County ist ein County im US-amerikanischen Bundesstaat Wisconsin. Im Jahr 2020 hatte das County 37.093 Einwohner und eine Bevölkerungsdichte von 24,5 Einwohnern pro Quadratkilometer. Der Verwaltungssitz (County Seat) ist Monroe.

## Geografie
Das County liegt im äußersten Süden von Wisconsin, grenzt an Illinois und hat eine Fläche von 1514 Quadratkilometern, wovon 2 Quadratkilometer Wasserfläche sind.
Es wird in Nord-Süd-Richtung im Osten vom Sugar River und im Südwesten vom Pecatonica River durchflossen, die beide über den Rock River zum Stromgebiet des Mississippi gehören.
An das Green County grenzen folgende Nachbarcountys:
| Iowa County      | Dane County                                 |                             |
| Lafayette County | Kompassrose, die auf Nachbargemeinden zeigt | Rock County                 |
|                  | Stephenson County (Illinois)                | Winnebago County (Illinois) |

## Geschichte

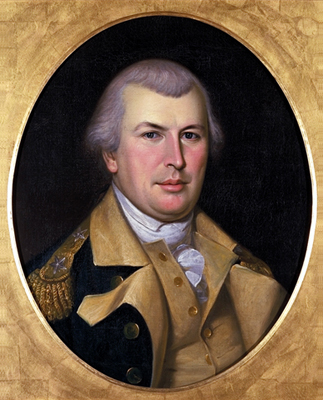
N. Greene

Das Green County wurde 1836 als Original-County aus Teilen des Wisconsin-Territoriums gebildet. Benannt wurde es nach Nathanael Greene (1742–1786), einem General im Amerikanischen Unabhängigkeitskrieg.

## Demografische Daten
Nach der Volkszählung im Jahr 2010 lebten im Green County 36.842 Menschen in 14.527 Haushalten. Die Bevölkerungsdichte betrug 24,4 Einwohner pro Quadratkilometer. In den 14.527 Haushalten lebten statistisch je 2,49 Personen.
Ethnisch betrachtet setzte sich die Bevölkerung zusammen aus 97,8 Prozent Weißen, 0,5 Prozent Afroamerikanern, 0,2 Prozent amerikanischen Ureinwohnern, 0,6 Prozent Asiaten sowie aus anderen ethnischen Gruppen; 0,9 Prozent stammten von zwei oder mehr Ethnien ab. Unabhängig von der ethnischen Zugehörigkeit waren 2,8 Prozent der Bevölkerung spanischer oder lateinamerikanischer Abstammung.
23,5 Prozent der Bevölkerung waren unter 18 Jahre alt, 60,5 Prozent waren zwischen 18 und 64 und 16,0 Prozent waren 65 Jahre oder älter. 50,4 Prozent der Bevölkerung war weiblich.

Das jährliche Durchschnittseinkommen eines Haushalts lag bei 53.933 USD. Das Pro-Kopf-Einkommen betrug 26.852 USD. 9,7 Prozent der Einwohner lebten unterhalb der Armutsgrenze.

## Ortschaften im Green County
Citys
- Brodhead1
- Monroe

Villages
| - Albany - Belleville2 - Brooklyn3 | - Browntown - Monticello - New Glarus |

Census-designated place (CDP)
- Juda

Andere Unincorporated Communities
| - Attica - Clarno - Dayton - Exeter - Martintown | - Mineral Point - Oakley - Postville - Ross Crossing - Schneyville | - Schulz - Stearns - Twin Grove |

1 – teilweise im Rock County

2 – überwiegend im Dane County

3 – teilweise im Dane County

## Gliederung
Das Green County ist neben den zwei Citys und sechs Villages in 16 Towns eingeteilt:
| Town                   | Einwohner (2010) | FIPS     |
| ---------------------- | ---------------- | -------- |
| Town of Adams          | 530              | 55-00325 |
| Town of Albany         | 1106             | 55-00775 |
| Town of Brooklyn       | 1083             | 55-10100 |
| Town of Cadiz          | 815              | 55-11725 |
| Town of Clarno         | 1166             | 55-15000 |
| Town of Decatur        | 1767             | 55-19075 |
| Town of Exeter         | 2023             | 55-24725 |
| Town of Jefferson      | 1217             | 55-37875 |
| Town of Jordan         | 641              | 55-38550 |
| Town of Monroe         | 1245             | 55-53775 |
| Town of Mount Pleasant | 598              | 55-54850 |
| Town of New Glarus     | 1335             | 55-56725 |
| Town of Spring Grove   | 874              | 55-76075 |
| Town of Sylvester      | 1004             | 55-78875 |
| Town of Washington     | 809              | 55-83625 |
| Town of York           | 910              | 55-89475 |